# President del Consell Insular de Mallorca
El President del Consell Insular de Mallorca també conegut com a President del Consell de Mallorca és el cap i ostenta la representació màxima del Consell Insular de Mallorca. El President del consell de Mallorca és elegit pel ple entre els seus membres; dirigeix el govern i l'administració insulars, i designa i separa lliurement la resta dels membres del consell executiu, en coordina l'acció i és políticament responsable davant el ple.

## Funcions[calcitació]
Les seues funcions per llei són:
- Dirigir el govern i l'administració insulars.
- Convocar les sessions del Ple, de la Comissió de Govern i del Consell Executiu, presidir-les i dirimir els empats amb el seu vot de qualitat.
- Establir les directrius generals de l'acció de govern i donar les instruccions pertinents als membres del Consell Executiu perquè en mantenguin la unitat de direcció política i administrativa.
- Dirigir, inspeccionar i impulsar els serveis i les obres, la titularitat dels quals correspongui al consell insular.
- Vetllar pel compliment de les disposicions i els acords del Ple, de la Comissió de Govern i del Consell Executiu.
- Dictar decrets que suposin la creació o l'extinció de departaments del Consell Executiu, en el marc del Reglament orgànic, i fixar les atribucions dels diferents òrgans de cada departament.
- Nomenar i separar el vicepresident o vicepresidents, els membres de la Comissió de Govern, els membres del Consell Executiu, els directors insulars i els secretaris tècnics, així com resoldre sobre la seva suplència.
- Ordenar la publicació de les normes i dels acords del Ple en el Butlletí Oficial de les Illes Balears, quan sigui preceptiu.
- Plantejar davant el Ple la qüestió de confiança.
- Proposar debats generals al Ple del consell.
- Aprovar l'oferta d'ocupació pública, d'acord amb el pressupost; aprovar les bases de les proves per a la selecció de personal i per a la provisió de llocs de feina; distribuir les retribucions complementàries que no siguin fixes i periòdiques.
- Exercir la direcció superior de tot el personal i acordar-ne el nomenament; resoldre sobre les seves situacions administratives o laborals; adoptar les sancions del personal, incloent-hi la separació del servei o l'acomiadament del personal laboral.
- Desenvolupar la gestió econòmica d'acord amb el pressupost aprovat; concertar les operacions de crèdit i autoritzar les despeses quan això no sigui competència del Ple; ordenar els pagaments.
- Contractar i atorgar concessions en els supòsits que això no sigui competència del Ple.
- Aprovar els projectes d'obres i serveis en els casos en què tengui atribuïda la competència per contractar-los o aprovar-ne la concessió.
- Adquirir béns o drets, o alienar-los, en els mateixos supòsits de l'article 34.1.m) de la Llei 7/1985, de 2 d'abril, reguladora de les bases de règim local.
- Signar els convenis i els acords de cooperació.
- Sol·licitar el dictamen del Consell Consultiu en els supòsits prevists a la legislació vigent.
- Exercir accions i recursos en via jurisdiccional o administrativa en matèries de la seva competència i, en casos d'urgència, en matèries de la competència del Ple, i donar-ne compte al Ple a la primera sessió que dugui a terme perquè en faci la ratificació.
- Acordar la revisió d'ofici dels seus actes nuls i proposar al Ple la declaració de lesivitat dels actes dictats pel mateix president o pels òrgans inferiors.
- Resoldre els recursos d'alçada interposats contra els actes dels consellers executius, dels secretaris tècnics i dels directors insulars.
- Sancionar les infraccions administratives, sempre que això no correspongui a altres òrgans, segons la legislació aplicable i les ordenances insulars.
- Exercir totes aquelles facultats i atribucions que li corresponguin de conformitat amb la legislació vigent.
- Exercir aquelles altres atribucions que la legislació assigni al consell insular i que no estiguin expressament conferides a altres òrgans.

El president pot delegar l'exercici de les seves atribucions en el vicepresident o vicepresidents, en la Comissió de Govern o els seus membres, i en el Consell Executiu o els seus membres. No obstant això, no poden ser objecte de delegació les atribucions assenyalades a les lletres a), b), c), g), s) i t) del número anterior, com tampoc les de concertar operacions de crèdit, la direcció superior del personal, la separació del servei dels funcionaris i l'acomiadament del personal laboral.
El Reglament orgànic podrà desconcentrar competències del president, a proposta prèvia d'aquest, en els òrgans prevists en el número anterior, amb les mateixes limitacions que s'hi estableixen per a la delegació.

## Llista de presidents
| No. | Retrat                         | Nom                                     | Termini                | Termini                | Partit |
| --- | ------------------------------ | --------------------------------------- | ---------------------- | ---------------------- | ------ |
| 1   |                                | Jeroni Albertí i Picornell (1927-)      | 24 d'abril 1979        | 27 de setembre de 1982 | UCD    |
| 1   | 3 anys, 156 dies               | Jeroni Albertí i Picornell (1927-)      |                        |                        | UCD    |
| 2   |                                | Maximilià Morales Gómez (1948-2017)     | 27 de setembre de 1982 | 23 de juny de 1983     | UCD    |
| 2   | 0 anys, 269 dies               | Maximilià Morales Gómez (1948-2017)     |                        |                        | UCD    |
| 3   |                                | Jeroni Albertí i Picornell (1927-)      | 23 de juny de 1983     | 16 de juny de 1987     | UM     |
| 3   | 3 anys, 358 dies               | Jeroni Albertí i Picornell (1927-)      |                        |                        | UM     |
| 4   |                                | Joan Verger Pocoví (1944-2013)          | 16 de juny de 1987     | 7 de juliol de 1995    | PPB    |
| 4   | 8 anys, 21 dies                | Joan Verger Pocoví (1944-2013)          |                        |                        | PPB    |
| 5   |                                | Maria Antònia Munar i Riutort (1955-)   | 7 de juliol de 1995    | 27 de juny de 2007     | UM     |
| 5   | 11 anys, 355 dies              | Maria Antònia Munar i Riutort (1955-)   |                        |                        | UM     |
| 6   |                                | Francesca Lluch Armengol Socías (1971-) | 7 de juliol de 2007    | 25 de juny de 2011     | PSIB   |
| 6   | 3 anys, 353 dies               | Francesca Lluch Armengol Socías (1971-) |                        |                        | PSIB   |
| 7   |                                | Maria Salom Coll (1967-)                | 25 de juny de 2011     | 4 de juliol de 2015    | PPB    |
| 7   | 4 anys, 9 dies                 | Maria Salom Coll (1967-)                |                        |                        | PPB    |
| 8   |                                | Miquel Ensenyat Riutort (1969-)         | 4 de juliol de 2015    | 6 de juliol de 2019    | MÉS    |
| 8   | 4 anys, 2 dies                 | Miquel Ensenyat Riutort (1969-)         |                        |                        | MÉS    |
| 9   |                                | Catalina Cladera Crespí (1972-)         | 6 de juliol de 2019    | 8 de juliol de 2023    | PSIB   |
| 9   | 4 anys, 2 dies                 | Catalina Cladera Crespí (1972-)         |                        |                        | PSIB   |
| 10  |                                | Llorenç Galmés Verger (1983-)           | 8 de juliol de 2023    | -                      | PPB    |
| 10  | En el càrrec (1 any, 250 dies) | Llorenç Galmés Verger (1983-)           |                        |                        | PPB    |